# Rick van der Ploeg
Frederick (Rick) van der Ploeg (Rotterdam, 28 april 1956) is een Nederlands econoom en voormalig politicus. Hij was staatssecretaris voor Cultuur en Media in het kabinet-Kok II en werd daarna hoogleraar aan de Universiteit van Amsterdam, en aan de Universiteit van Oxford.

## Levensloop
Van der Ploeg volgde de middelbare school in Nederland, maar voor zijn studie ging hij naar Engeland, het land van zijn moeder. Na een studie aan de Universiteit van Sussex, schreef Van der Ploeg vanaf 1977 tot 1981 zijn proefschrift in de ingenieurswetenschappen aan de Universiteit van Cambridge.
Na zijn promotie bekleedde Van der Ploeg diverse functies in de wetenschap, onder meer als hoogleraar aan de Universiteit van Tilburg vanaf 1988, het Europees Universitair Instituut in Florence en de Universiteit van Amsterdam.
In 1994 werd Rick van der Ploeg lid van de Tweede Kamer voor de Partij van de Arbeid. Hij was de financieel woordvoerder van de PvdA-fractie. Van 1998 tot 2002 was Van der Ploeg staatssecretaris voor Cultuur en Media in het kabinet-Kok II.
Na de verkiezingen van 2002 keerde hij terug naar de wetenschap, nadat hij al voor de verkiezingen had laten weten niets te voelen voor een vernieuwd Kamerlidmaatschap. Hij werd in 2002 hoogleraar internationaal economisch beleid aan het Robert Schuman Centrum van het Europees Universitair Instituut in Florence en in 2003 hoogleraar politieke economie aan de Universiteit van Amsterdam, vanaf 2008 aan de Amsterdam School of Economics. Vanaf 2007 werd hij ook hoogleraar economie aan de Universiteit van Oxford.

## Publicaties
Rick van der Ploeg heeft volgens de Koninklijke Bibliotheek een 100-tal publicaties op zijn naam staan. Een selectie:
- 1985. Non-cooperative strategies for dynamic policy games and the problem of time inconsistency : a comment. Met Aart Johannes de Zeeuw. Tilburg : Tilburg University, Department of Economics
- 1988. International interdependence and policy coordination in the OECD economies. Inaug. rede Tilburg
- 1991. De economie heeft geen ziel. Amsterdam : Prometheus
- 1992. Is de econoom een vijand van het volk?. Amsterdam : Prometheus
- 1995. Grenzeloze economie : de dynamiek van de internationale economische betrekkingen Met Roel Janssen. Amsterdam : Prometheus
- 1997. Een schaap in wolfskleren : opstellen over politiek en economie. Amsterdam : Prometheus
- 2002. De informatiesamenleving, bijvoorbeeld : hoe ICT inwerkt op de samenleving. Met Mei Li Vos en Frans Nauta. Amsterdam : Amsterdam University Press Salomé.
- 2008. Taxes and the economy : a survey of the impact of taxes on growth, employment, investment, consumption and the environment. Met Willem Vermeend, en Jan Willem Timmer. Cheltenham [etc.] : Elgar

## Trivia
- In 2005 presenteerde hij voor de VPRO-televisie de Nationale wetenschapsquiz. Tevens schreef hij columns voor diverse bladen en kranten.